# Руговска клисура
Руговска клисура је 25 километара дугачка и преко 300 метара дубока клисура у Метохији, која се пружа од превоја Чакор на западу до Пећи на истоку. За заштићено подручје је проглашена 1985. године, на површини од 4301 ha. 

## Локација
Споменик природе Руговска клисура се Налази између Проклетија на југу и Мокре планине, Хајле и Жљеба на северу. Кроз њу протиче река Пећка Бистрица. На излазу из клисуре је смештен град Пећ. Током плеистоцена, клисуром је силазио Пећки (Руговски) ледник и код Пећке патријаршије, створио је 260 метара високе морене. На улазу у кањон налази се Пећка патријаршија, историјско и духовно седиште Српске православне цркве.

## Биодиверзитет
На овом подручју живи преко 65 ендемских и субендемских врста биљака, међу којима и неке веома ријетке, као што су Наталијина рамонда, као и Српска рамонда.

## Решење - акт о оснивању
Одлука о стављању под заштиту Руговске клисуре као споменика природе 02-број 011/312  - СО Пећ. Службени лист САПК бр. 35/88

## Туризам
Руговска клисура је популарно туристичко место. Туристичка понуда укључује виа феррату која је отворена 2013. године и пешачке стазе као што је дуга планинарска стаза Врхови Балкана.